# Touch Me in the Morning (singolo)
Touch Me in the Morning è un singolo della cantante statunitense Diana Ross, pubblicato nel 1973 ed estratto dall'album omonimo.

## Tracce
1. Touch Me in the Morning
2. I Won't Last a Day Without You

## Cover
- Il gruppo MFSB ha inciso una cover nell'album Love Is the Message (1973).
- Il cantante statunitense Andy Williams ha pubblicato una sua versione nell'album The Way We Were del 1974.
- Una versione disco è quella del 1979 di Marlena Shaw.